# Gura Humorului
Gura Humorului é uma cidade da Romênia com 16.740 habitantes, localizada no judeţ (distrito) de Suceava.